# Ajourbreiwerk

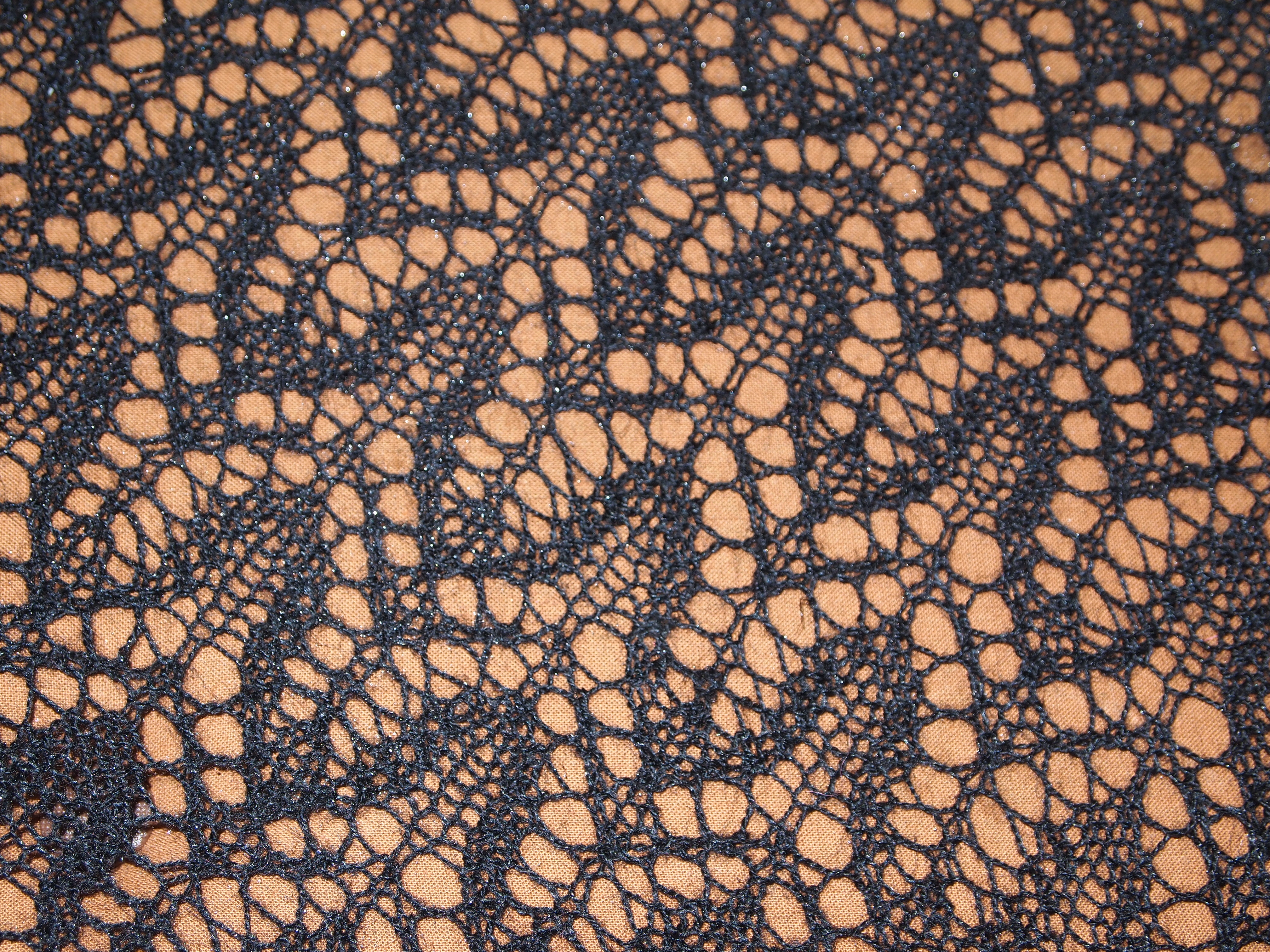

Ajourbreiwerk, kantbreiwerk ofwel gaatjesbreiwerk, is een vorm van breien waarmee  opzettelijk gaatjes in het breiwerk gemaakt worden om een kant-achtig effect te bereiken.

## Werkwijze

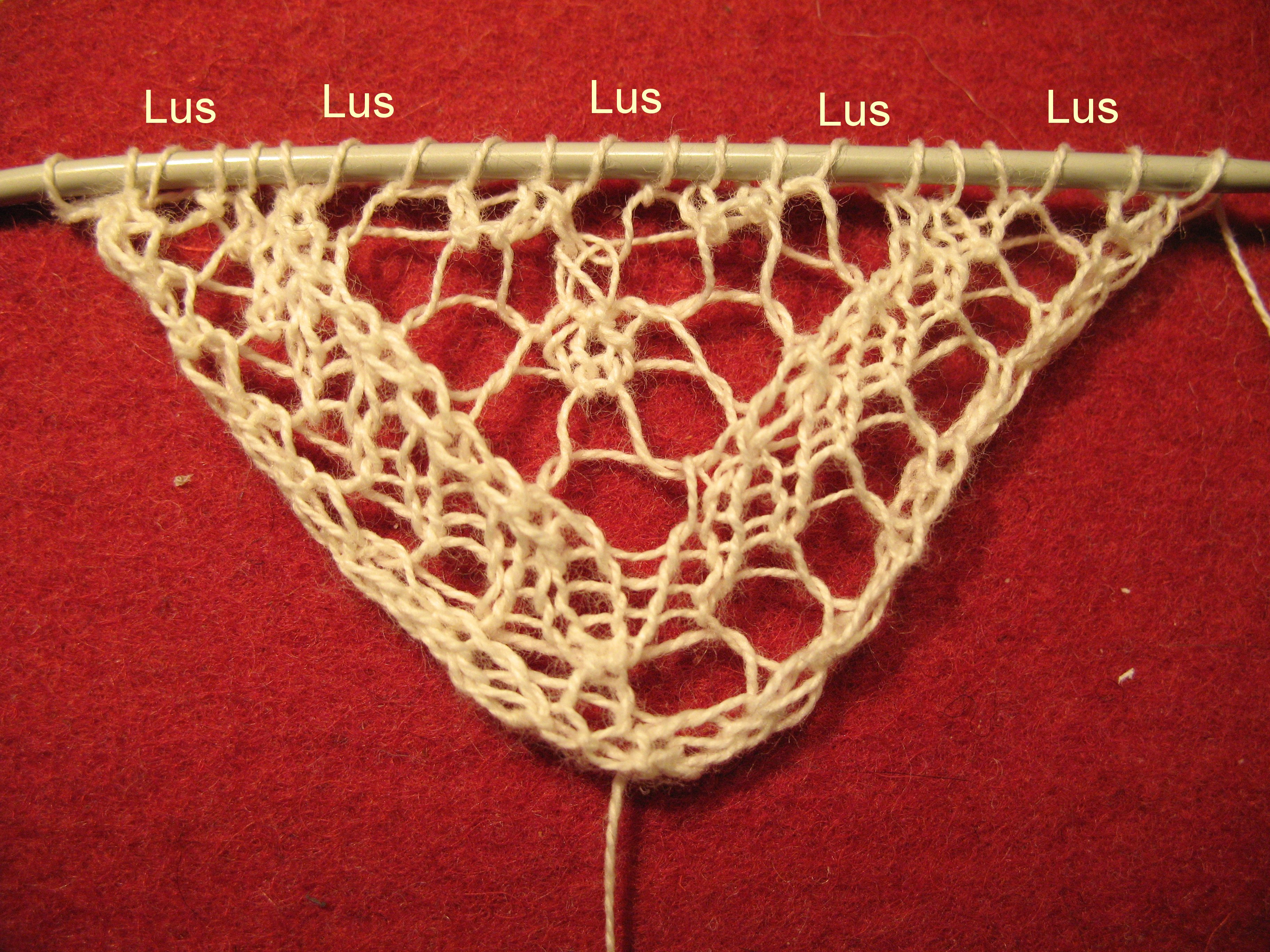
Ajourbreien vanuit een hoek, mogelijk voor een shawl. De lussen rond de breinaald zijn aangegeven

De gaatjes worden gemaakt door een extra lus, ook wel omslag genoemd, om de breinaald te slaan, waarna weer verder gebreid wordt. De omslag wordt gemaakt door de draad waarmee gebreid wordt na een steek over de rechternaald van voor naar achter te brengen. Bij de volgende steek komt de draad weer in de normale positie.
In de volgende naald wordt de lus gebreid alsof het een gewone breisteek is, en zoals deze zich voordoet (recht dan wel averecht). 
Om te voorkomen dat het breiwerk steeds breder wordt door de extra lussen voor de gaatjes, moeten in dezelfde of in een volgende naald, ook weer steken geminderd worden. In bepaalde gevallen, zoals bij het breien van een driehoekige shawl vanuit een hoek, is het wenselijk om te meerderen en worden de lussen niet geminderd.
Een horizontale rij gaatjes kan gemaakt worden door telkens een omslag te maken en de volgende twee steken samen te breien. De volgende naald worden alle steken gewoon gebreid.
De hierboven beschreven werkwijze resulteert in ten minste twee draden tussen elke twee rijen met gaatjes, omdat in de heengaande naald de lussen worden gemaakt, in de teruggaande naald alleen gewone steken. Deze werkwijze heeft dan ook een "goede" en een "verkeerde" kant. Een variant is om in beide breirichtingen lussen met gaatjes te maken. De gaatjes worden dan gescheiden door slechts één draad.
Ajourbreiwerk met veel gaatjes kan snel vervormen. Daarom wordt er veelal een iets steviger rand omheen gebreid.

## Patronen

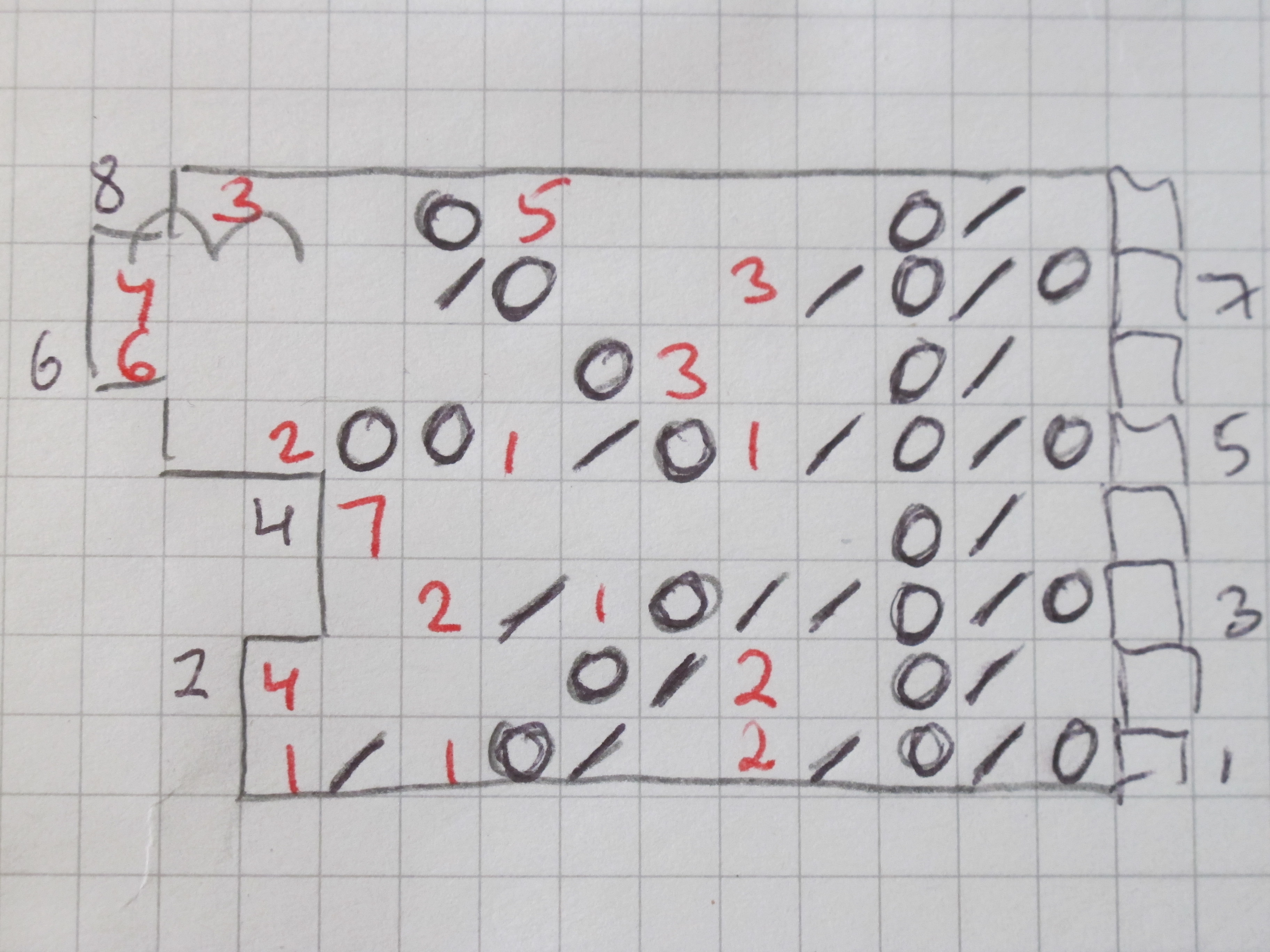
Een handgeschreven telpatroon

Ajourpatronen worden vaak geleverd in de vorm van een telpatroon, waar met verschillende tekens wordt aangegeven welke steek gemaakt moet worden, zoals een omslag, twee steken samenbreien, een steek overhalen etc.

## Resultaat
Als er veel gaatjes worden gemaakt in het breiwerk ontstaat een licht kledingstuk, dat dan ook veel minder warm zal zijn dan een breiwerk in bijvoorbeeld gesloten tricotsteek, of een breiwerk met dikke kabels. 
Ajourbreiwerk, vooral indien het gemaakt is met een dunne draad, kan kwetsbaar zijn door de vele gaatjes waar iets aan kan blijven haken. 

## Geschiedenis
Ajourbreiwerk werd heel populair in Engeland toen Koningin Victoria er enthousiast voor werd, met name voor de variant die op de Shetlandeilanden werd gemaakt. Zij gaf het breiwerk vaak cadeau. Onder andere gaf Victoria rond 1897 een ajour gebreide shawl cadeau aan Harriet Tubman, Amerikaans voorvechter voor de afschaffing van de slavernij. Vanaf dat moment werden de patronen in Engelse vrouwentijdschriften afgedrukt.

## Wetenswaardigheden
- De term ajour, zoals in ajourwerk in het algemeen betekent dat het licht van de dag (Frans: jour) door de stof heen kan schijnen.
- Gaatjes kunnen ook in een breiwerk worden aangebracht als knoopsgat, of om een lint of koord doorheen te rijgen.

## Voorbeelden

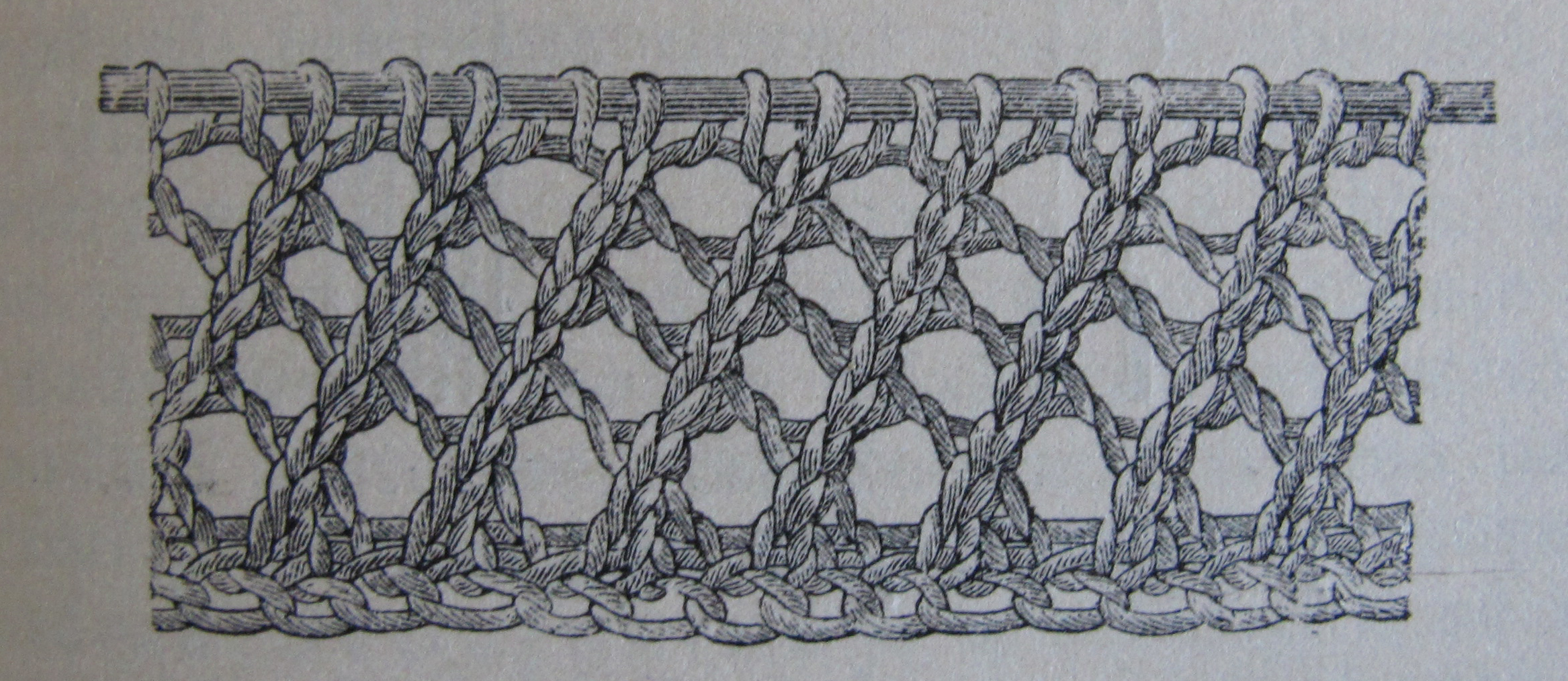
Ajourbreiwerk met schuine gaatjes.
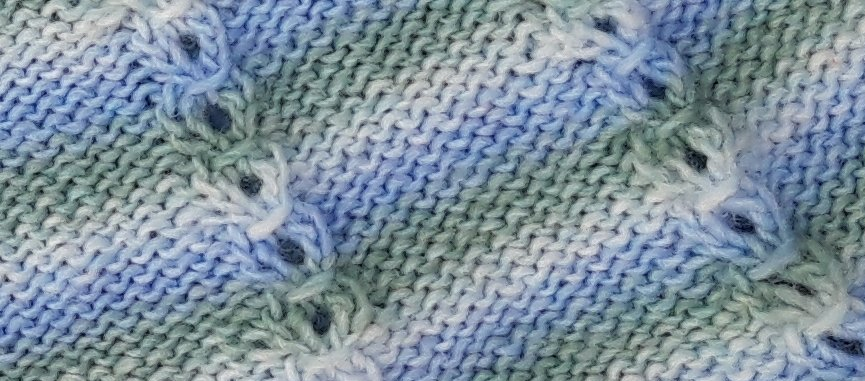
Een verticale kolom met gaatjes, ajourkabels genoemd, in een tricotgebreid patroon. De ribbels zijn hier aan de goede kant. De gaatjes worden verkregen door 1 steek recht, 1 omslaglus, 1 steek recht, de volgende naald in de lus breien, dan nog een naald met alle steken gebreid, vervolgens een naald waarin wordt geminderd door een steek over te halen, te zien aan het horizontale streepje, daarna weer een naald met alle steken breien, waarna de cyclus opnieuw begint.
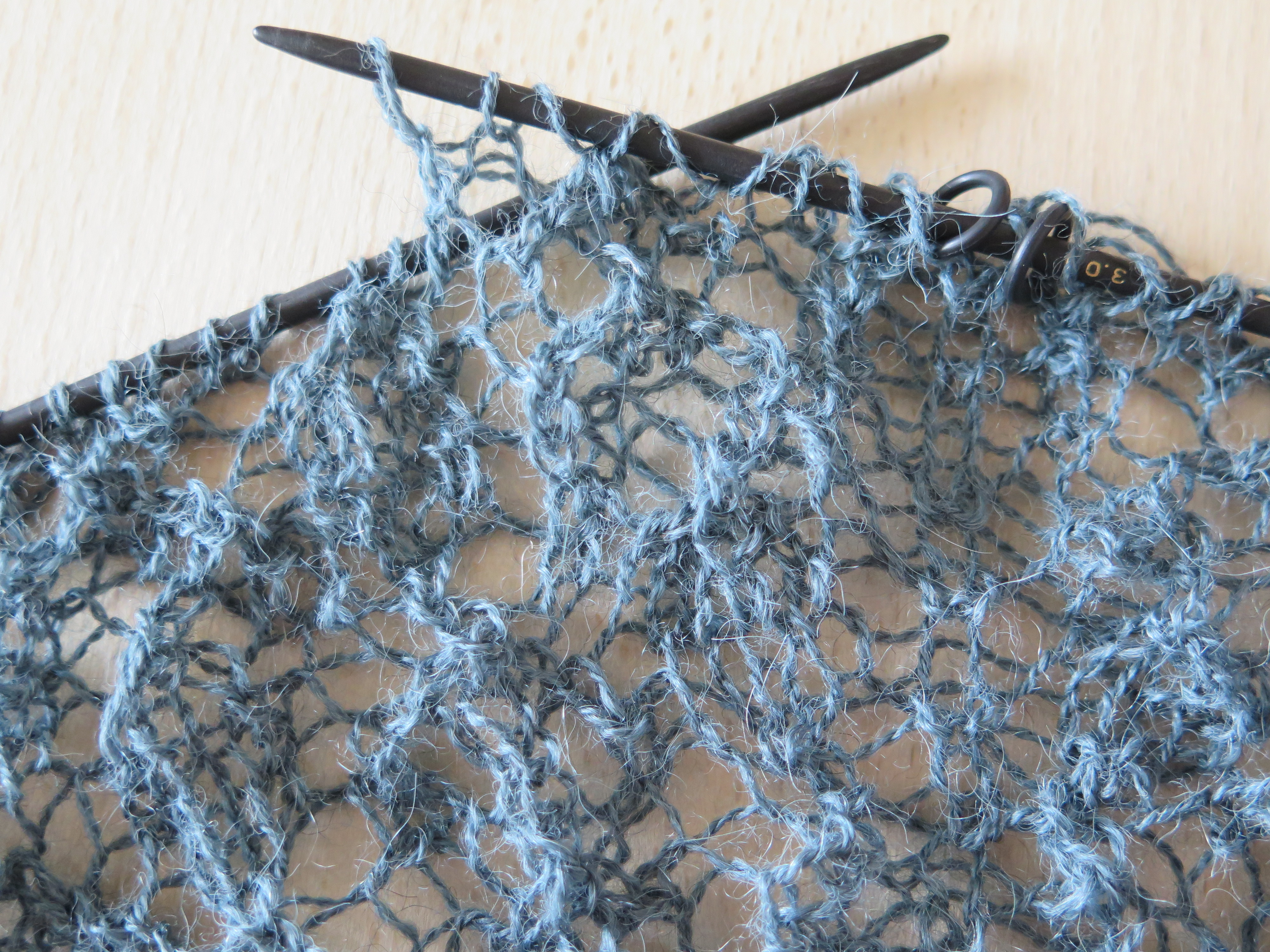
Werkwijze tijdens het ajourbreien.
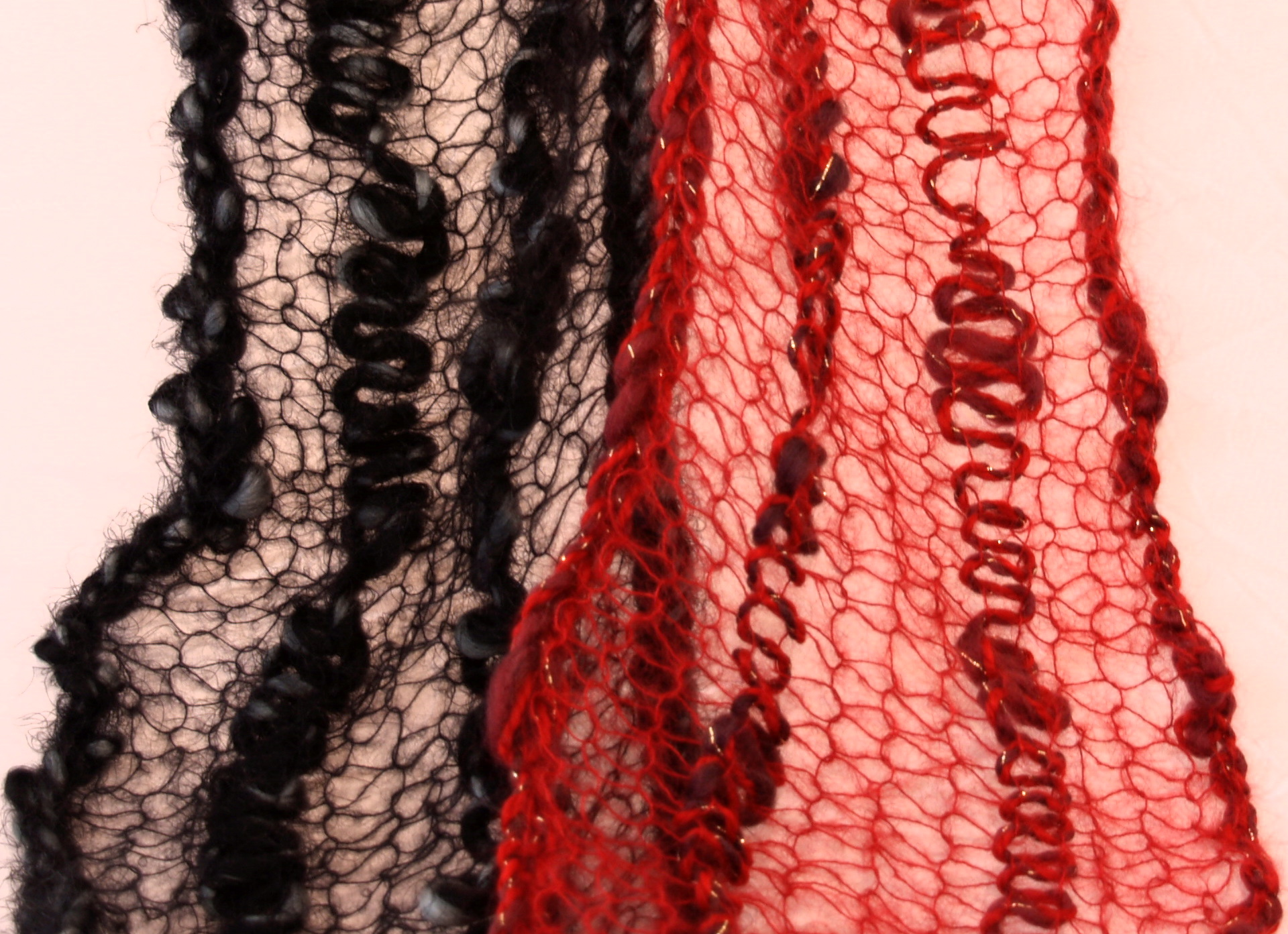
Detail van een breed gebreide shawl, waarbij deels dikkere draden zijn gebruikt.
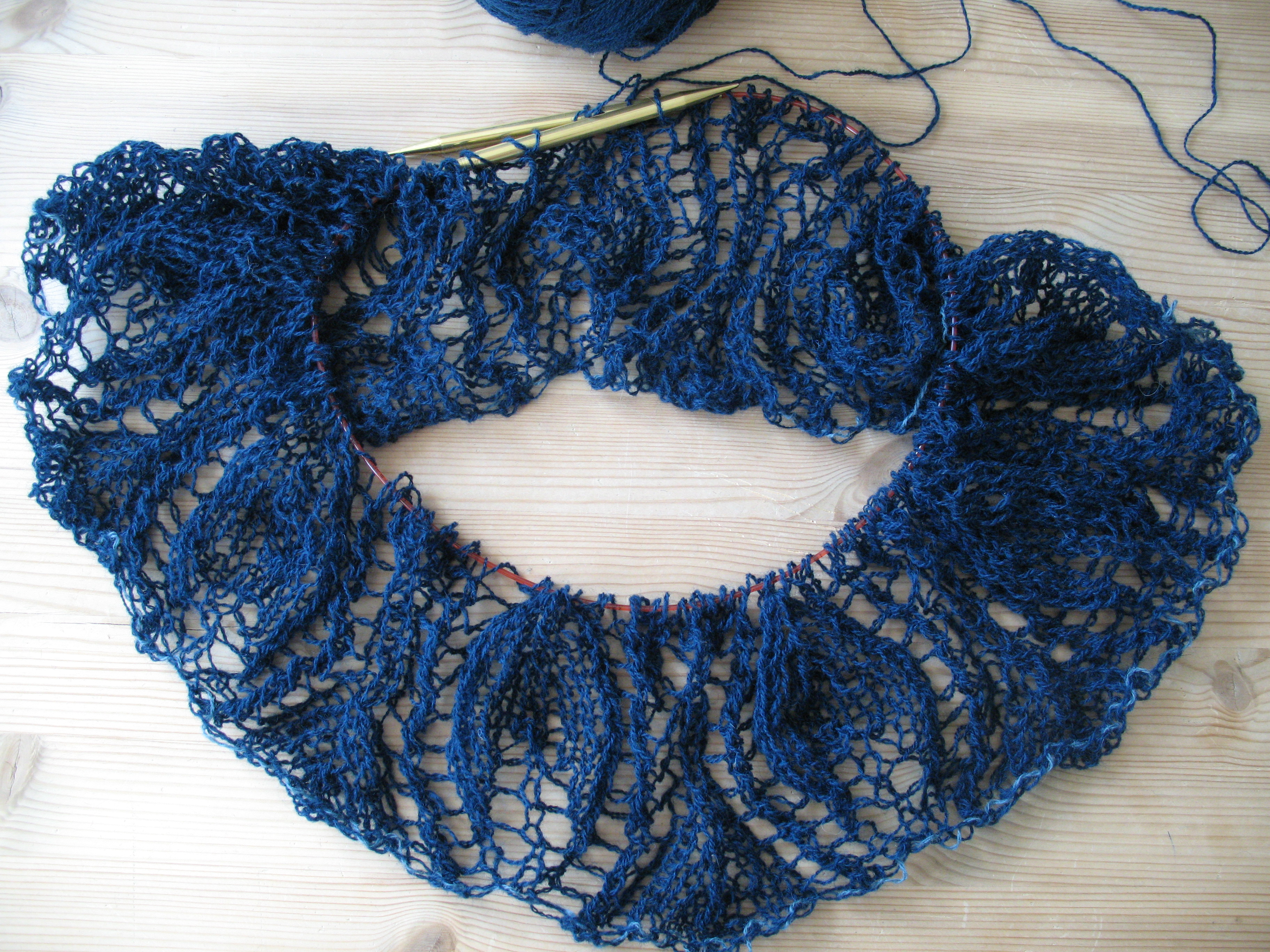
Rondbreien in een ajourpatroon